# Seznam prezidentů Chile

Vlajka prezidenta Chile

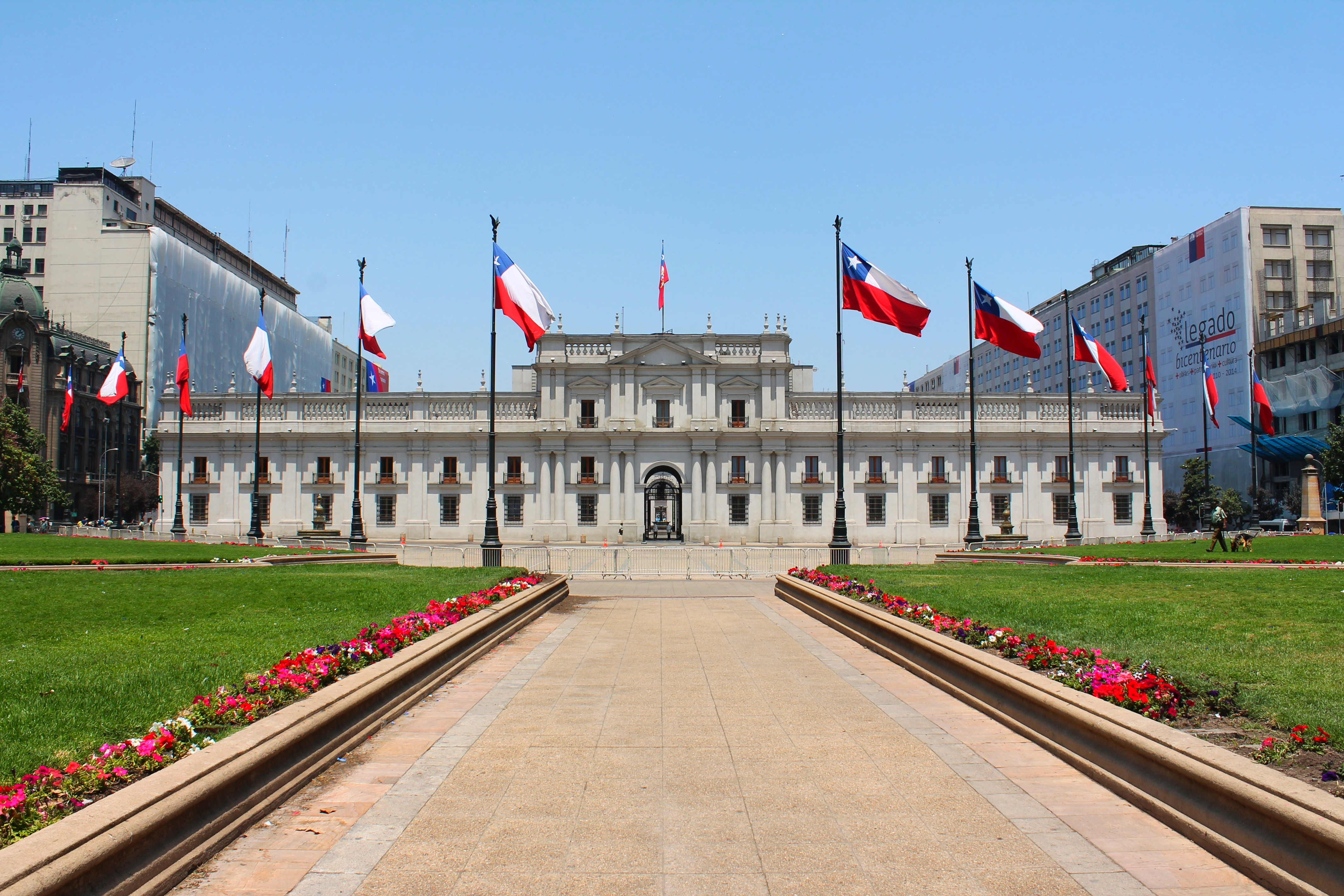
La Moneda, sídlo prezidenta Chile

Prezident Chilské republiky (španělsky Presidente de Chile) je hlava státu a vlády Chilské republiky. Prezident je rovněž vrchním velitelem chilských ozbrojených sil. Je volen přímo na čtyřleté funkční období. Od roku 2005 nesmí být nikdo do úřadu prezidenta zvolen více než jednou po sobě.

## Seznam

### Organizace republiky (1826–1830)
| Č.                                              | Obrázek         | Prezident                                     | Nastoupil do úřadu | Opustil úřad | Strana    | Strana    | Poznámky |
| ----------------------------------------------- | --------------- | --------------------------------------------- | ------------------ | --- | --------- | --------- | --- |
| 1                                               |                 | Manuel Blanco Encalada (1790–1876)            | 9. července 1826   | 9. září 1826 | nestraník | nestraník | Zvolen prozatímním prezidentem. Odstoupil. |
| 2                                               |                 | Agustín Eyzaguirre (1768–1837)                | 9. září 1826       | 25. ledna 1827 | nestraník | nestraník | Prozatímní viceprezident pod vedením Manuela Blanca Encalady se ujal předsednictví po jeho rezignaci. |
| –                                               |                 | Ramón Freire (1787–1851)                      | 25. ledna 1827     | 15. února 1827 |           | Pipiolos  | Prozatímní prezident. |
| 3                                               | 15. února 1827  | Ramón Freire (1787–1851)                      | 8. května 1827     | Odstoupil. |           | Pipiolos  | |
| 4                                               |                 | Francisco Antonio Pinto (1785–1858)           | 8. května 1827     | 16. července 1829 |           | Pipiolos  | Viceprezident za Ramóna Freireho se ujal předsednictví po jeho rezignaci. |
| –                                               |                 | Francisco Ramón Vicuña (1775–1849)            | 16. července 1829  | 19. října 1829 |           | Pipiolos  | Francisco Antonio Pinto ze zdravotních důvodů jmenoval předsedou Senátu Francisca Ramóna Vicuñu delegátem prezidenta. |
| 5                                               |                 | Francisco Antonio Pinto (1785–1858) (podruhé) | 19. října 1829     | 2. listopadu 1829 |           | Pipiolos  | Rezignoval |
| –                                               |                 | Francisco Ramón Vicuña (1775–1849) (podruhé)  | 2. listopadu 1829  | 7. listopadu 1829 |           | Pipiolos  | Předseda senátu. Sesazen během chilské občanské války 1829-30. |
| 6 (Junta)                                       |                 | Ramón Freire (1787–1851) (podruhé)            | 7. listopadu 1829  | 8. listopadu 1829 |           | Pipiolos  | Předseda vládní junty. Sesazen během občanské války. |
| –                                               |                 | Francisco Ramón Vicuña (1775–1849) (potřetí)  | 8. listopadu 1829  | 7. prosince 1829 |           | Pipiolos  | Předseda senátu. Obnovení původního mandátu. Rezignoval během občanské války. |
| Neobsazeno 7. prosince 1829 – 24. prosince 1829 |                 |                                               |                    | |           |           | |
| 7 (Junta)                                       |                 | José Tomás Ovalle y Bezanilla (1787–1831)     | 24. prosince 1829  | 18. února 1830 |           | Pelucones | Předseda vládní junty. |
| –                                               |                 | Francisco Ruiz-Tagle Portales (1790–1860)     | 18. února 1830     | 1. dubna 1830 |           | Pelucones | Prozatímní prezident. Odstoupil. |
| – (Junta)                                       |                 | José Tomás Ovalle y Bezanilla (1787–1831)     | 1. dubna 1830      | 8. března 1831 |           | Pelucones | Prozatímní viceprezident pod vedením Francisca Ruize-Tagleho se po jeho rezignaci ujal předsednictví. Konec chilské občanské války 1829-30 s bitvou u Lircay. Rezignoval ze zdravotních důvodů, zemřel o 2 týdny později. |
| –                                               |                 | Fernando Errázuriz Aldunate (1777–1841)       | 8. března 1831     | 21. března 1831 |           | Pelucones | Prozatímní prezident jmenovaný kongresem. |
| –                                               | 21. března 1831 | Fernando Errázuriz Aldunate (1777–1841)       | 18. září 1831      | Kongres jmenoval Josého Joaquína Prieta prezidentem a Fernanda Errázurize viceprezidentem, ale Prieto se úřadu neujal a místo toho okamžitě rezignoval, čímž se Fernando Errázuriz stal automaticky prezidentem. |           | Pelucones | |

### Konzervativní republika(1830–1861)
| Č. | Obrázek       | Prezident                        | Nastoupil do úřadu | Opustil úřad  | Strana               | Strana               | Poznámky                                              |
| -- | ------------- | -------------------------------- | ------------------ | ------------- | -------------------- | -------------------- | ----------------------------------------------------- |
| 5  |               | Joaquín Prieto Vial (1786–1854)  | 18. září 1831      | 18. září 1836 |                      | Pelucones            |                                                       |
| 5  | 18. září 1836 | Joaquín Prieto Vial (1786–1854)  | 18. září 1841      |               | Konzervativní strana |                      |                                                       |
| 6  |               | Manuel Bulnes Prieto (1799–1866) | 18. září 1841      | 18. září 1846 |                      | Konzervativní strana |                                                       |
| 6  | 18. září 1846 | Manuel Bulnes Prieto (1799–1866) | 18. září 1851      |               |                      | Konzervativní strana |                                                       |
| 7  |               | Manuel Montt (1809–1880)         | 18. září 1851      | 18. září 1856 |                      | Konzervativní strana | Vítězství vlády v chilské občanské válce v roce 1851. |
| 7  | 18. září 1856 | Manuel Montt (1809–1880)         | 18. září 1861      |               | Národní strana       |                      |                                                       |

### Liberální republika(1861–1891)
| Č. | Obrázek       | Prezident                              | Nastoupil do úřadu | Opustil úřad   | Strana    | Strana           | Poznámky |
| -- | ------------- | -------------------------------------- | ------------------ | -------------- | --------- | ---------------- | --- |
| 8  |               | José Joaquín Pérez (1801–1889)         | 18. září 1861      | 18. září 1866  |           | Národní strana   | |
| 8  | 18. září 1866 | José Joaquín Pérez (1801–1889)         | 18. září 1871      |                |           | Národní strana   | |
| 9  |               | Federico Errázuriz Zañartu (1825–1877) | 18. září 1871      | 18. září 1876  |           | Liberální strana | |
| 10 |               | Aníbal Pinto Garmendia (1825–1884)     | 18. září 1876      | 18. září 1881  |           | Liberální strana | |
| 11 |               | Domingo Santa María (1825–1889)        | 18. září 1881      | 18. září 1886  |           | Liberální strana | |
| 12 |               | José Manuel Balmaceda (1840–1891)      | 18. září 1886      | 29. srpna 1891 |           | Liberální strana | Rezignoval v chilské občanské válce roku 1891 a předal moc Manuelu Baquedanovi. Zabil se 19. září 1891, den poté, co by jeho funkční období skončilo. |
| –  |               | Claudio Vicuña Guerrero (1833–1907)    | Nepřevzal úřad     | Nepřevzal úřad |           | Liberální strana | Vyhrál prezidentské volby, ačkoli to nikdy nepředpokládal kvůli vítězství kongresistů v chilské občanské válce v roce 1891.                           |
| –  |               | Manuel Baquedano (1823–1897)           | 29. srpna 1891     | 31. srpna 1891 | nestraník | nestraník        | Předseda prozatímní vlády. |

### Parlamentní republika(1891–1925)
| Č.         | Obrázek            | Prezident                                | Nastoupil do úřadu | Opustil úřad          | Strana    | Strana                        | Poznámky                                                         |
| ---------- | ------------------ | ---------------------------------------- | ------------------ | --------------------- | --------- | ----------------------------- | ---------------------------------------------------------------- |
| 13 (Junta) |                    | Jorge Montt (1845–1922)                  | 31. srpna 1891     | 10. listopadu 1891    | nestraník | nestraník                     | Předseda vládní junty.                                           |
| –          | 10. listopadu 1891 | Jorge Montt (1845–1922)                  | 26. prosince 1891  | Vedoucí výkonné moci. | nestraník | nestraník                     |                                                                  |
| 13         | 26. prosince 1891  | Jorge Montt (1845–1922)                  | 18. září 1896      |                       | nestraník | nestraník                     |                                                                  |
| 14         |                    | Federico Errázuriz Echaurren (1850–1901) | 18. září 1896      | 12. července 1901     |           | Liberální strana              | Zemřel v úřadě.                                                  |
| –          |                    | Aníbal Zañartu (1847–1902)               | 12. července 1901  | 18. září 1901         |           | Liberální strana              | Ministr vnitra ve funkci viceprezidenta.                         |
| 15         |                    | Germán Riesco Errázuriz (1854–1916)      | 18. září 1901      | 18. září 1906         |           | Liberální strana              |                                                                  |
| 16         |                    | Pedro Montt (1849–1910)                  | 18. září 1906      | 16. srpna 1910        |           | Národní strana                | Zemřel v úřadu.                                                  |
| –          |                    | Elías Fernández Albano (1845–1910)       | 16. srpna 1910     | 6. září 1910          |           | Národní strana                | Ministr vnitra ve funkci viceprezidenta. Zemřel v úřadu.         |
| –          |                    | Emiliano Figueroa (1866–1931)            | 6. září 1910       | 23. prosince 1910     |           | Liberálně demokratická strana | Ministr spravedlnosti ve funkci viceprezidenta.                  |
| 17         |                    | Ramón Barros Luco (1835–1919)            | 23. prosince 1910  | 23. prosince 1915     |           | Liberální strana              |                                                                  |
| 18         |                    | Juan Luis Sanfuentes (1858–1930)         | 23. prosince 1915  | 23. prosince 1920     |           | Liberálně demokratická strana |                                                                  |
| 19         |                    | Arturo Alessandri (1868–1950)            | 23. prosince 1920  | 12. září 1924         |           | Liberální strana              | Sesazen při státním převratu.                                    |
| 20 (Junta) |                    | Luis Altamirano (1876–1938)              | 12. září 1924      | 23. ledna 1925        | nestraník | nestraník                     | Předseda vládní junty z roku 1924. Sesazen při státním převratu. |
| 21 (Junta) |                    | Pedro Dartnell (1874–1944)               | 23. ledna 1925     | 27. ledna 1925        | nestraník | nestraník                     | Předseda vládní junty z roku 1925. Rezignoval.                   |
| 22 (Junta) |                    | Emilio Bello Codesido (1868–1963)        | 27. ledna 1925     | 12. března 1925       |           | Liberálně demokratická strana | Předseda vládní junty z roku 1925.                               |

### Prezidentská republika(1925–1932)
| Č. | Obrázek           | Prezident                                  | Nastoupil do úřadu | Opustil úřad                  | Strana    | Strana                        | Poznámky                                                                          |
| -- | ----------------- | ------------------------------------------ | ------------------ | ----------------------------- | --------- | ----------------------------- | --------------------------------------------------------------------------------- |
| 23 |                   | Arturo Alessandri (1868–1950) (podruhé)    | 12. března 1925    | 1. října 1925                 |           | Liberální strana              | Obnovení jeho původního mandátu. Odstoupil.                                       |
| –  |                   | Luis Barros Borgoño (1858–1943)            | 1. října 1925      | 23. prosince 1925             |           | Liberální strana              | Ministr vnitra ve funkci viceprezidenta.                                          |
| 24 |                   | Emiliano Figueroa (1866–1931) (podruhé)    | 23. prosince 1925  | 10. května 1927               |           | Liberálně demokratická strana | Rezignoval.                                                                       |
| –  |                   | Carlos Ibáñez del Campo (1877–1960)        | 10. května 1927    | 21. července 1927             | nestraník | nestraník                     | Viceprezident.                                                                    |
| 25 | 21. července 1927 | Carlos Ibáñez del Campo (1877–1960)        | 26. července 1931  | Rezignoval.                   | nestraník | nestraník                     |                                                                                   |
| –  |                   | Pedro Opaso (1876–1957)                    | 26. července 1931  | 27. července 1931             |           | Liberálně demokratická strana | Předseda Senátu vykonávající funkci místopředsedy. Odstoupil.                     |
| –  |                   | Juan Esteban Montero (1879–1948)           | 27. července 1931  | 20. srpna 1931                |           | Radikální strana              | Ministr vnitra ve funkci viceprezidenta. Rezignoval na kandidaturu na prezidenta. |
| –  |                   | Manuel Trucco (1875–1954)                  | 20. srpna 1931     | 15. listopadu 1931            |           | Radikální strana              | Ministr vnitra ve funkci viceprezidenta.                                          |
| –  |                   | Juan Esteban Montero (1879–1948) (podruhé) | 15. listopadu 1931 | 4. prosince 1931              |           | Radikální strana              | Viceprezident.                                                                    |
| 26 | 4. prosince 1931  | Juan Esteban Montero (1879–1948) (podruhé) | 4. června 1932     | Sesazen při státním převratu. |           | Radikální strana              |                                                                                   |

### Socialistická republika Chile(1932)
| Č.         | Obrázek          | Prezident                 | Nastoupil do úřadu | Opustil úřad!                                             | Strana    | Strana               | Poznámky                           |
| ---------- | ---------------- | ------------------------- | ------------------ | --------------------------------------------------------- | --------- | -------------------- | ---------------------------------- |
| 27 (Junta) |                  | Arturo Puga (1879–1970)   | 4. června 1932     | 16. června 1932                                           | nestraník | nestraník            | Předseda vládní junty. Rezignoval. |
| – (Junta)  |                  | Carlos Dávila (1887–1955) | 16. června 1932    | 8. července 1932                                          |           | Socialistická strana | Předseda vládní junty.             |
| –          | 8. července 1932 | Carlos Dávila (1887–1955) | 13. září 1932      | Prozatímní prezident Socialistické republiky. Rezignoval. |           | Socialistická strana |                                    |

### Prezidentská republika (1932–1973)
| Č. | Obrázek | Prezident                                     | Nastoupil do úřadu | Opustil úřad!      | Strana    | Strana                        | Poznámky                                                                          |
| -- | ------- | --------------------------------------------- | ------------------ | ------------------ | --------- | ----------------------------- | --------------------------------------------------------------------------------- |
| –  |         | Bartolomé Blanche (1879–1970)                 | 13. září 1932      | 2. října 1932      | nestraník | nestraník                     | Prozatímní prezident. Odstoupil.                                                  |
| –  |         | Abraham Oyanedel (1874–1954)                  | 2. října 1932      | 24. prosince 1932  | nestraník | nestraník                     | Předseda Nejvyššího soudu vykonávající funkci viceprezidenta.                     |
| 28 |         | Arturo Alessandri (1868–1950) (potřetí)       | 24. prosince 1932  | 24. prosince 1938  |           | Liberální strana              |                                                                                   |
| 29 |         | Pedro Aguirre Cerda (1879–1941)               | 24. prosince 1938  | 25. listopadu 1941 |           | Radikální strana              | Zemřel v úřadu.                                                                   |
| –  |         | Jerónimo Méndez (1887–1959)                   | 25. listopadu 1941 | 2. dubna 1942      |           | Radikální strana              | Ministr vnitra ve funkci viceprezidenta.                                          |
| 30 |         | Juan Antonio Ríos (1888–1946)                 | 2. dubna 1942      | 27. června 1946    |           | Radikální strana              | Zemřel v úřadu.                                                                   |
| –  |         | Alfredo Duhalde (1898–1985)                   | 27. června 1946    | 3. srpna 1946      |           | Radikální strana              | Ministr vnitra ve funkci viceprezidenta. Rezignoval na kandidaturu na prezidenta. |
| –  |         | Vicente Merino (1889–1977)                    | 3. srpna 1946      | 13. srpna 1946     | nestraník | nestraník                     | Ministr vnitra ve funkci viceprezidenta.                                          |
| –  |         | Alfredo Duhalde (1898–1985) (podruhé)         | 13. srpna 1946     | 17. října 1946     |           | Radikální strana              | Viceprezident. Rezignoval.                                                        |
| –  |         | Juan Antonio Iribarren (1885–1966)            | 17. října 1946     | 3. listopadu 1946  |           | Radikální strana              | Ministr vnitra ve funkci viceprezidenta.                                          |
| 31 |         | Gabriel González Videla (1898–1980)           | 3. listopadu 1946  | 3. listopadu 1952  |           | Radikální strana              |                                                                                   |
| 32 |         | Carlos Ibáñez del Campo (1877–1960) (podruhé) | 3. listopadu 1952  | 3. listopadu 1958  | nestraník | nestraník                     |                                                                                   |
| 33 |         | Jorge Alessandri (1896–1986)                  | 3. listopadu 1958  | 3. listopadu 1964  | nestraník | nestraník                     |                                                                                   |
| 34 |         | Eduardo Frei Montalva (1911–1982)             | 3. listopadu 1964  | 3. listopadu 1970  |           | Křesťanskodemokratická strana |                                                                                   |
| 35 |         | Salvador Allende (1908–1973)                  | 3. listopadu 1970  | 11. září 1973      |           | Socialistická strana          | Zemřel v úřadu; zabil se, když byl napaden prezidentský palác.                    |

### Vojenská diktatura(1973–1990)
| Č.         | Obrázek           | Prezident                    | Nastoupil do úřadu | Opustil úřad | Strana    | Strana    | Poznámky               |
| ---------- | ----------------- | ---------------------------- | ------------------ | --- | --------- | --------- | ---------------------- |
| 36 (Junta) |                   | Augusto Pinochet (1915–2006) | 11. září 1973      | 17. června 1974 | nestraník | nestraník | Předseda vládní junty. |
| 36 (Junta) | 17. června 1974   | Augusto Pinochet (1915–2006) | 17. prosince 1974  | Nejvyšší náčelník národa. | nestraník | nestraník |                        |
| 36 (Junta) | 17. prosince 1974 | Augusto Pinochet (1915–2006) | 11. března 1981    | Prezident republiky dekretem. | nestraník | nestraník |                        |
| 36 (Junta) | 11. března 1981   | Augusto Pinochet (1915–2006) | 11. března 1989    | Prezident republiky. V platnost vstoupila ústava z roku 1980, schválená v ústavním referendu v roce 1980, které potvrdilo Augusta Pinocheta jako prezidenta na 8leté funkční období.                                                          | nestraník | nestraník |                        |
| 36 (Junta) | 11. března 1989   | Augusto Pinochet (1915–2006) | 11. března 1990    | Prezident republiky. Po prohraném celostátním referendu z roku 1988 a v souladu s ústavou z roku 1980 pokračoval Pinochet a junta u moci další rok. Prezidentské a parlamentní volby se konaly tři měsíce před vypršením Pinochetova mandátu. | nestraník | nestraník |                        |

### Prezidentská republika (od 1990)
| Č. | Obrázek | Prezident                               | Nastoupil do úřadu | Opustil úřad    | Strana | Strana                            | Poznámky |
| -- | ------- | --------------------------------------- | ------------------ | --------------- | ------ | --------------------------------- | --- |
| 37 |         | Patricio Aylwin (1918–2016)             | 11. března 1990    | 11. března 1994 |        | Křesťanskodemokratická strana     | Volen na 4leté funkční období podle dočasných ustanovení ústavy z roku 1980. |
| 38 |         | Eduardo Frei Ruiz-Tagle (* 1942)        | 11. března 1994    | 11. března 2000 |        | Křesťanskodemokratická strana     | Volen na 8 let podle ústavy z roku 1980. Dny před jeho inaugurací zkrátila ústavní reforma z roku 1994 prezidentské období z 8 na 6 let.                                                         |
| 39 |         | Ricardo Lagos (* 1938)                  | 11. března 2000    | 11. března 2006 |        | Strana pro demokracii             | Ústavní reforma z roku 2005 zkrátila prezidentské období ze 6 na 4 roky. |
| 40 |         | Michelle Bacheletová (* 1951)           | 11. března 2006    | 11. března 2010 |        | Socialistická strana              | První termín. První žena v úřadě. |
| 41 |         | Sebastián Piñera (1949–2024)            | 11. března 2010    | 11. března 2014 |        | Národní obnova později nestraník  | První termín. První demokraticky zvolený konzervativní prezident od roku 1958. |
| 42 |         | Michelle Bacheletová (* 1951) (podruhé) | 11. března 2014    | 11. března 2018 |        | Socialistická strana              | Druhý termín. Podporován levicovou koalicí Nová většina a komunistickou stranou. |
| 43 |         | Sebastián Piñera (1949–2024) (podruhé)  | 11. března 2018    | 11. března 2022 |        | nestraník podporován Pojďme Chile | Druhé období. Kandidoval jako nezávislý kandidát podporovaný středo-pravicovou koalicí Pojďme Chile. Předtím pozastavil své členství ve straně během svého prvního funkčního období (2010–2014). |
| 44 |         | Gabriel Boric (* 1986)                  | 11. března 2022    | úřadující       |        | Sociální konvergence              | Nejmladší prezident. Podporován levicovou koalicí Schvaluji Důstojnost. |

## Dosud žijící prezidenti

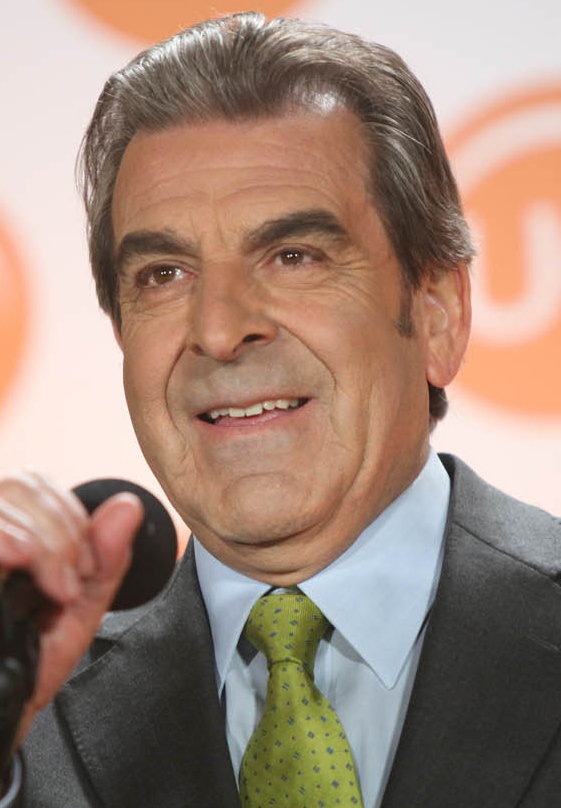
Eduardo Frei Ruiz-Tagle, v úřadu 1994–2000, narozen 24. června 1942
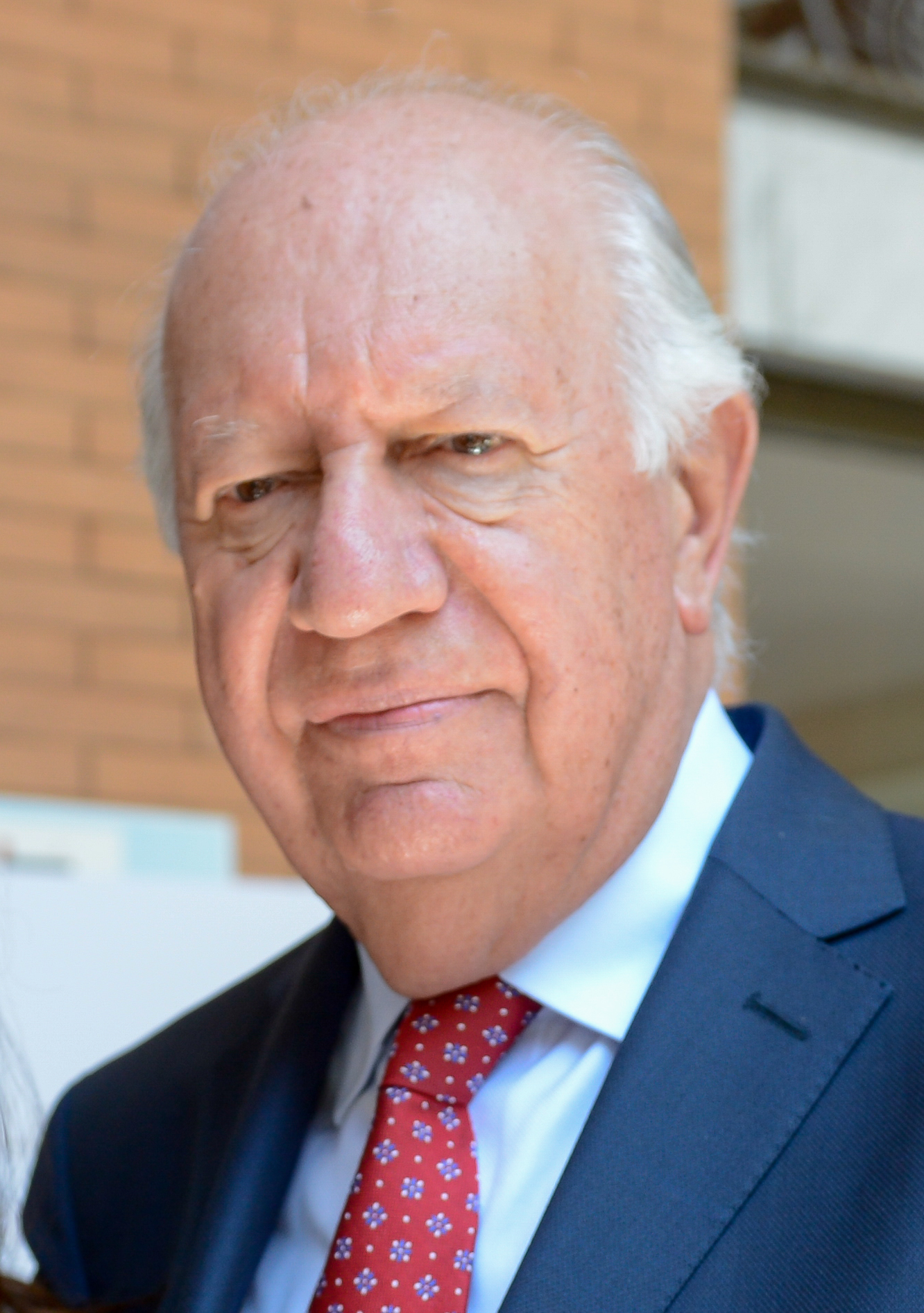
Ricardo Lagos, v úřadu 2000–2006, narozen 2. března 1938
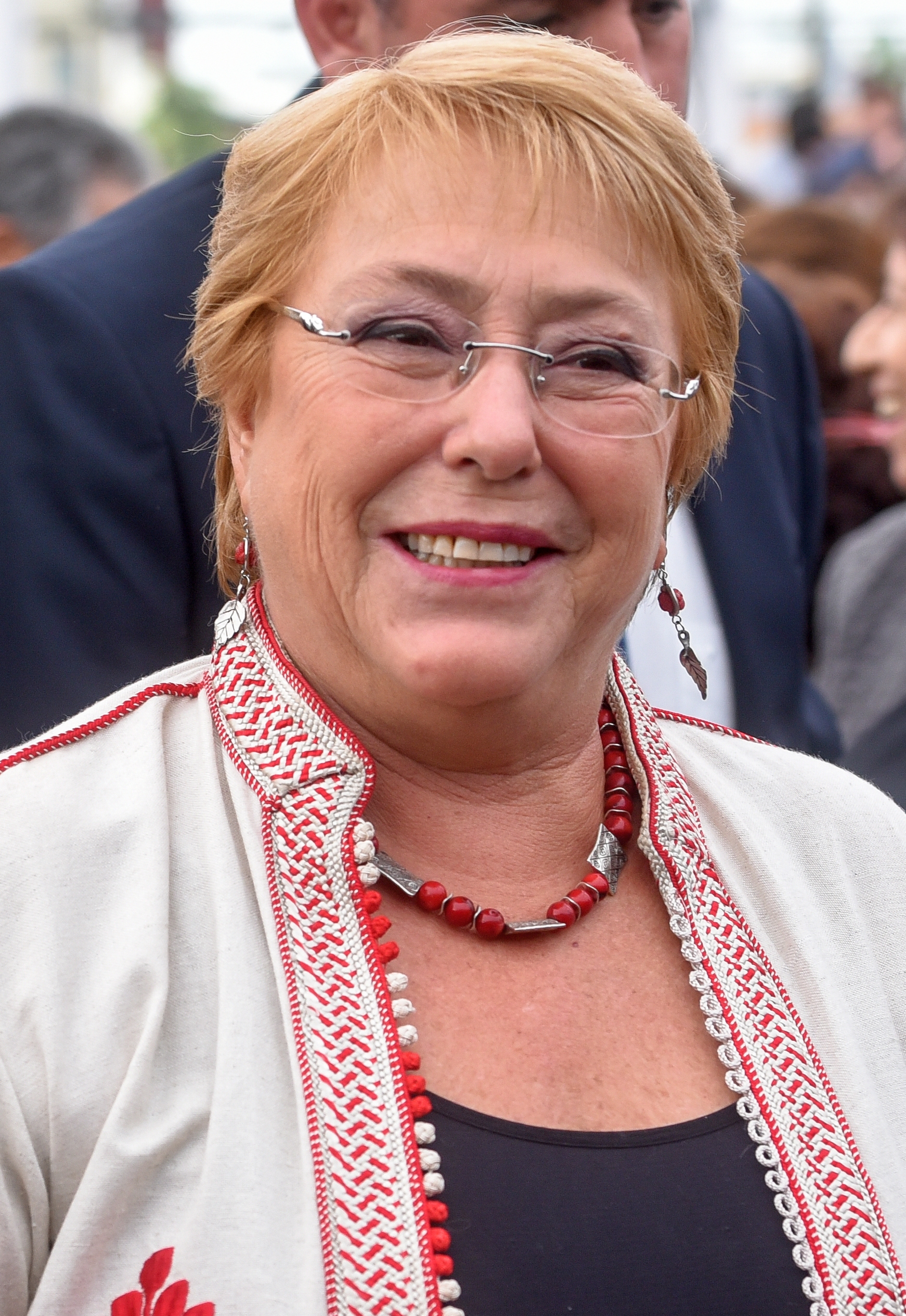
Michelle Bacheletová, v úřadu 2006–2010 a 2014–2018, narozena 29. září 1951